# Sekera

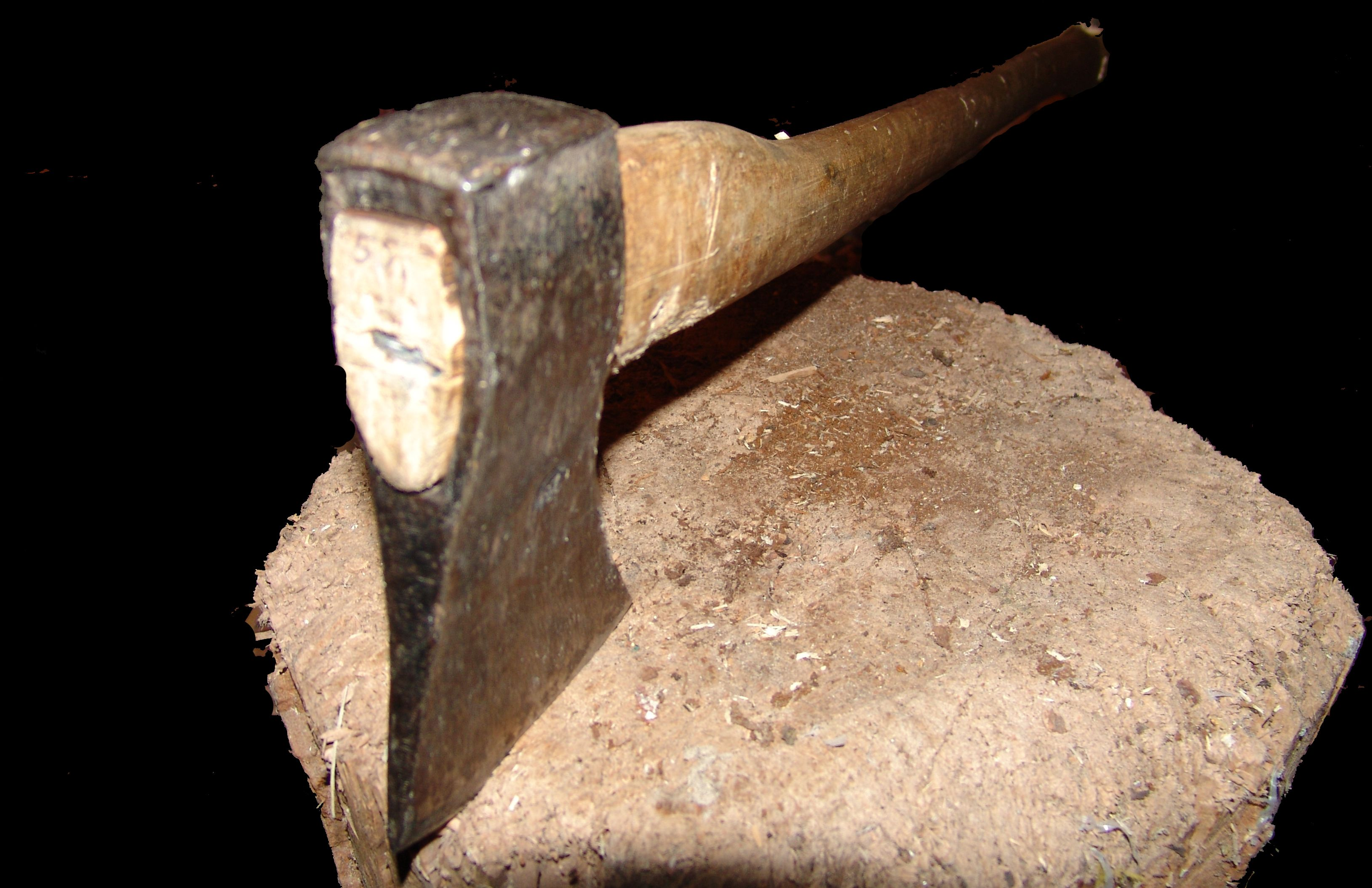
Sekera

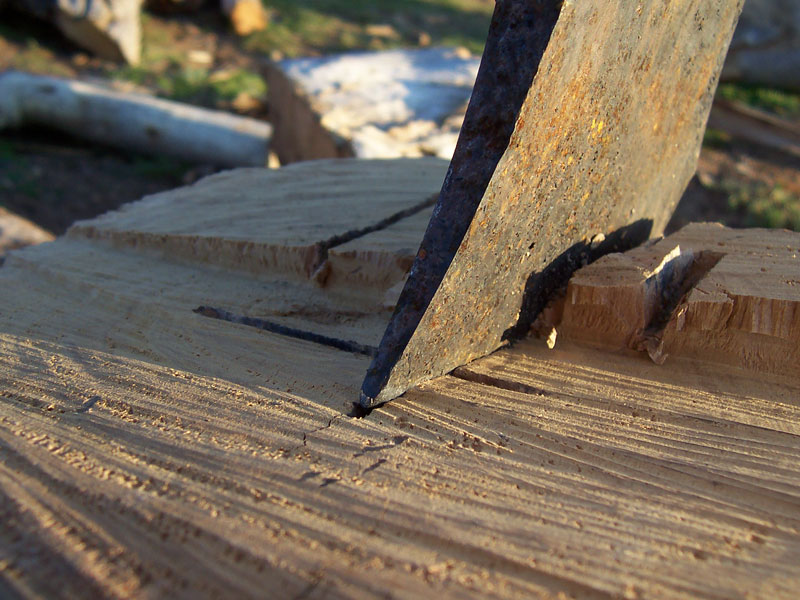
Čepel sekery zaseknutá ve dřevě

Sekera nebo také sekyra je ruční pracovní nástroj, používaný především k opracovávání dřeva sekáním.

## Historie
Sekera je jedním z nejstarších lidských nástrojů. V archeologických vykopávkách byly nalezeny nejstarší pravěké sekery z kamene bez topůrka, tzv. pěstní klín. První doložená topůrka jsou kolem 8000 let stará. Nástroj se nazývá sekeromlat.
Později byly sekery odlévány z bronzu, kovány ze železa nebo z oceli, někdy s vtloukanou výzdobou z jiných kovů. V minulosti sekera sloužila i jako sečná zbraň. Barbarské kmeny v Evropě: Keltové, Vikingové, Langobardi, Germáni aj. ji užívali zejména od 6. do 9. století. Další byly sekery Slovanů a sekery kočovných nájezdníků z Východu: Avarů a Maďarů. Bojová vrhací sekera franských kmenů se nazývala franciska, uherská sekera fokoš. Slovanské sekery se širokým ostřím, na spodní straně rozšířené v bradu a s dlouhým topůrkem, tzv. bradatici užívali dřevorubci při klučení lesů – tedy kácení stromů při kolonizaci pohraničí země ve 12.–13. století. Podobný tvar má řeznická širočina.

## Popis a využití
Sekera se skládá z topůrka a hlavy sekery. Hlava sekery má obvykle tvar klínu s otvorem, které se nazývá oko, v němž je pak pevně vsazeno topůrko. Topůrko tvoří rukojeť nástroje, jedná se de facto o krátkou násadu tohoto nástroje. Topůrko bývá v oku hlavy nástroje fixováno klínkem, hlava sekery pak může být ještě dodatečně fixována pomocí podlouhlé plechové bezpečnostní zarážky, která se vkládá do oka v hlavě sekery a je pevně spojena s topůrkem (obvykle je připevněna šroubky). Sekera je v praxi používána především k sekání či tesání do dřeva, ke kácení stromů (zde se používají tzv. podtínací sekery). Používají ji tesaři, dřevorubci, hasiči a řezníci, v řeznictví slouží k dělení větších kusů masa či k sekání kostí mrtvých zvířat. Tesaři obvykle používají více typů různých seker, nejběžnější je speciální tesařská sekera se širokým ostřím, tesařská širočina. V Kanadě se používá pro tamní dřevorubeckou činnost speciální sekera (tzv. dvojitá kanadská sekera resp. kanadská sekera) se dvěma břity respektive se dvěma ostřími, v Evropě se tento typ sekery prakticky nepoužívá.

## Druhy seker
Sekery dělíme do několika skupin – univerzální sekery, štípací sekery (s těžkým ostřím klínovitého tvaru), tesačky (s širším a tenčím ostřím) a teslice (s čepelí nasazenou kolmo k topůrku). 
Mezi jednotlivými typy seker jsou rozdíly v jejich tvarech, hmotnosti, délce, tvaru a úhlu ostří, někdy také v délce a tvaru násady. 
Pro štípání větších kusů dřeva a k pracím na zahradě vyhovuje univerzální sekera o hmotnosti 1,6 až 2,0 kg. Při výrobě trámů a sloupů jsou nejvhodnější tesařské širočiny, křesačky nebo teslice. Vyrábějí se v provedení pro pravou nebo levou ruku. Tesařské širočině se podobá řeznická širočina, určená k sekání kostí a bourání velkých kusů masa, odlišuje se však prohnutým topůrkem. Sekera s dlouhou násadou (800 až 900 mm) a hmotností 2 až 2,5 kg pro oboustranné použití se nazývá hlavatka. Hasičská sekera má na protější straně ostří ostrý hrot. Sekery určené výhradně pro štípání dřeva, jimž se na Moravě říká pantok, mají tvar širšího klínu s úhlem od 12 do 35°, nebo jsou kombinací ocelové palice a klínu (tzv. kalač). Jejich hmotnost je až 4 kg a úhel je zpravidla 40°. Mezi lesnické nářadí patří sekeromotyka, který má na jedné straně čepel sekery a na protější motyku, zpravidla mívá delší násadu (100-120 cm). Na topůrka jsou nejlepší následující dřeviny (podle uvedeného pořadí): jasan, habr, akát, buk.

## Sekera jako zbraň

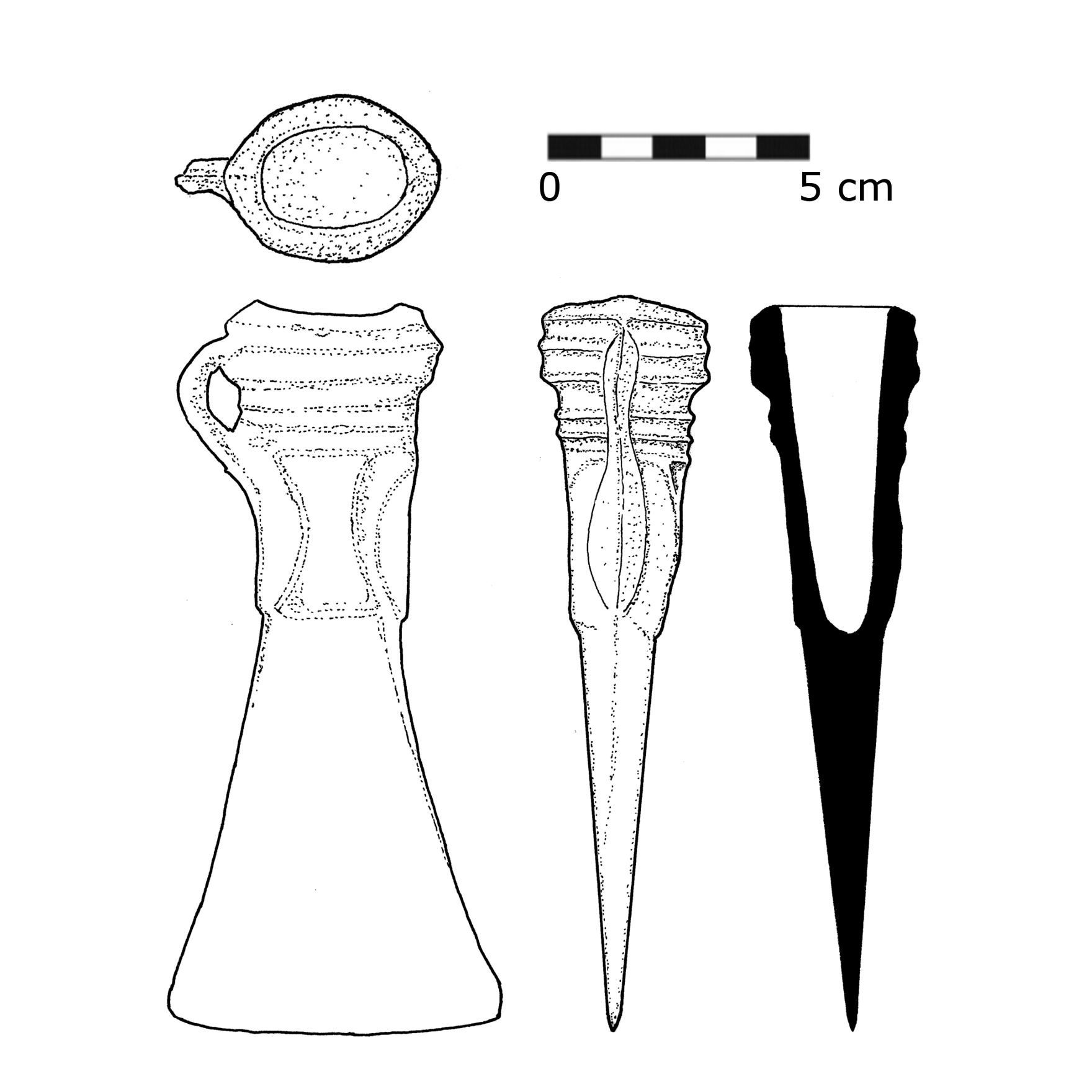
Sekera s tulejí a ouškem z období popelnicových polí, dokumentační kresba.

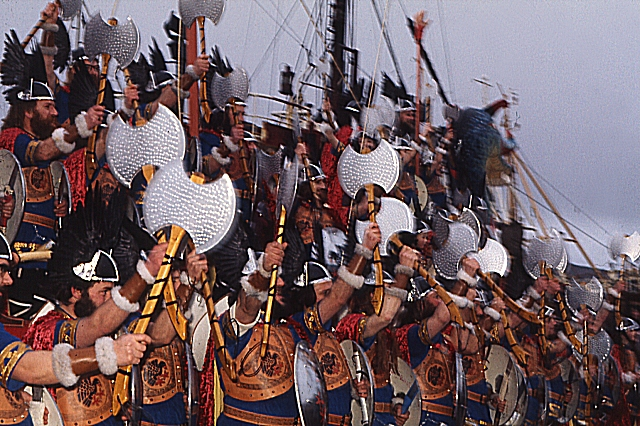
Bojovníci s divadelními válečnými sekerami

Bojové sekery vyráběné jako zbraně se od seker určených pro dřevorubce nebo tesaře liší. Topůrka mají delší (až 45 cm), bývají větší a těžší a ostří mohou mít na obou stranách, případně mají na druhé straně bodec. Bodec může být i ve směru topůrka (topůrko se pak zasouvá do prohlubně, nikoliv do otvoru). Dalším prodloužením topůrka vznikla ve středověkém Švýcarsku halapartna.
Válečné sekery byly používány v severní Evropě v dobách Vikingů (9. – 11. století), v menší míře se však na bojištích udržely až do 16. století. Zvláštním typem válečné sekery byla berdyše neboli berdycha s krátkou, ale velmi širokou čepelí, která nahoře vybíhala do hrotu. Používala ji ruská pěchota (moskevští střelci) od 16. do počátku 18. století jako poboční zbraň, ale také jako podpěru těžké muškety při střelbě.
Sekery určené k vrhání zvané tomahavky používali severoameričtí Indiáni. 
V literatuře, filmech a videohrách žánru fantasy bývají válečné sekery obvyklou zbraní trpaslíků.

## Sekera jako popravčí nástroj

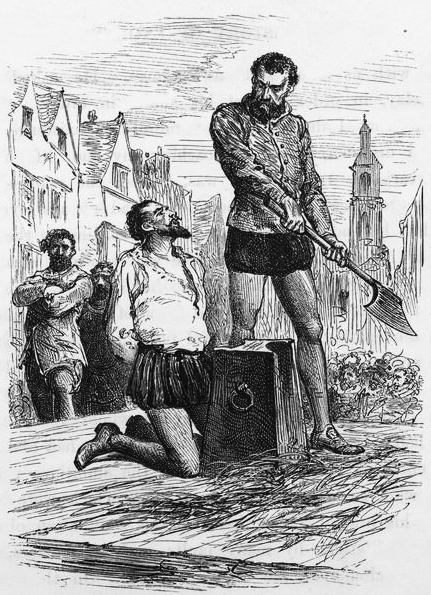
Kat se sekerou

Sekery byly rovněž používány jako nástroj popravčí (tzv. popravčí sekera či plkno). Usekávala se hlava, někdy za menší prohřešky ruka. Někdy byla popravčí sekera používána na „obyčejné“ lidi, zatímco stětí popravčím mečem bylo vyhrazeno šlechticům; použití sekery nebo meče se ale mohlo řídit i dobou či místem. Například v Anglii a skandinávských zemích se při popravách užívalo prakticky pouze sekery, a nikoli meče. Při popravě sekerou se vždy používal špalek, na který musel klečící nebo ležící odsouzenec položit hlavu a krk, naopak při popravě mečem kati častěji stínali klečící odsouzence s hlavou ve vzpřímené poloze, tj. bez špalku.
Z popravčí sekery se vyvinuly mechanické popravčí stroje, známé již ze středověku (Halifaxká šibenice, Skotská panna), více se však rozšířily až koncem 18. století, kdy byla ve Francii vynalezena gilotina. Její použití k hromadným popravám bylo spojené s obdobím teroru za Velké francouzské revoluce. Později se používala i v Itálii, Německu, francouzských koloniích a za druhé světové války sehrála velmi negativní úlohu i v Česku v Praze v nacistické Pankrácké sekyrárně.

## Sekera řeznická
Speciální sekeru používají mistři řezničtí. Sekera se zde používá především pro sekání kostí (podobný nástroj pro použití v domácnostech je sekáček na maso). Pro úplnost dodejme, že cech řeznický má tuto svoji řeznickou sekeru zobrazenou přímo ve svém cechovním znaku.

## Údržba sekery
- Broušení ostří – důležitou součástí údržby sekery je její pravidelné broušení. Provádí se pokud možno vždy ručně vhodnými plochými pilníky a to krouživým pohybem vždy proti ostří nástroje, používání elektrických brusek nelze doporučit (kvůli nebezpečí vyhřátí a tím změknutí ostří). Výborné jsou však staré ruční pískovcové brusy. Je možné koupit také ostřič seker s keramickými ostřícími kotoučky. Intenzivně používané sekery je třeba občas svěřit do rukou kováře k překování a zakalení.
- Výměna topůrka – topůrko bývá velmi namáhanou součástí a v případě, že je ze dřeva, stává se velmi často, že při práci praskne nebo se rozštípne. Topůrko je v takovém případě vždy nutno ihned vyměnit. Dřevo ze zbytku topůrka musíme odstranit především z oka v hlavě sekery, což někdy může být dost pracná záležitost. Dřevo z hlavy sekery nikdy nevypalujeme, snažíme se jej vyrazit mechanicky nebo opatrně odvrtat, v ohni by totiž došlo k nevratnému poškození hlavy sekery (která zde může i prasknout). Ostří sekery se nesmí ohřát přes cca 230 °C – je zakalené a začalo by nevratně měknout, následkem čehož by se rychle tupilo a nešlo by kvalitně nabrousit.
- Skladování – sekeru skladujeme v suchém prostředí, při delším skladování je vhodné sekeru lehce potřít vazelinou nebo jiným vhodným nástrojovým konzervantem tak, abychom zabránili případné nežádoucí korozi. Po práci ve venkovním prostředí je vhodné sekeru před uskladněním do sucha otřít a zbavit všech případných nečistot.
- Upevnění hlavy – pokud se hlava sekery na topůrku viklá a nedrží na něm dostatečně pevně, je potřeba buďto vyměnit topůrko nebo vložit nový fixační klínek. Místo původního kovového klínku zatlučeme klínek z tvrdého dřeva a původní klínek zatlučeme křížem přes něj. Namočit přes noc do vody je pouze nouzové řešení, protože po opětovném vyschnutí bude stav upevnění ještě horší. Někdy se hlavy zajišťují příčným šroubem nebo průchozím kovovým páskem. Tato opatření zabrání tomu, aby hlava sekery při práci nespadla či neodlétla (tj. jde o to zabránit možnému zranění osob či jiným škodám).
- Transport – při delším převozu z místa na místo nebo při delším uskladnění nástroje je vhodné hlavu sekery (především její ostří) uložit do vhodného ochranného pouzdra.

## Práce se sekerou
- sekera se nepoužívá:
  - k jakémukoliv páčení – topůrko sekery na takové mechanické namáhání nebývá uzpůsobeno a stává se často, že praskne
  - k rozbíjení tvrdých předmětů – sekera se pokud možno nepoužívá v roli kladiva, hlava sekery i topůrko tím obvykle mechanicky trpí a mohou prasknout (týká se samozřejmě jak plochého temene hlavy sekery tak i ostří resp. břitu sekery)
  - k údržbě ohně – tedy jakémukoliv prohrabování ohniště, sekera není pohrabáč
  - k sekání hřebíků – tedy k sekání výrobků z měkké oceli, ostří tím velice trpí
  - sekání do hlíny či písku, tedy používání sekery v roli krumpáče či motyky (výjimku tvoří pouze nutnost přesekat kořen stromu, i zde je nutno dbát na to, abychom netesali do kamenů či jiných tvrdých předmětů)
  - k vytahování hřebíků – pokud se nejedná o speciální tesařskou sekeru k tomuto účelu speciálně zkonstruovanou, sekeru nepoužíváme k ani vytahování starých hřebíků (sekera musí být pro tento účel doplněna o zářezy či výřezy v hlavě sekery)
  - k práci ve vodě či pod vodou, sekera snadno podléhá korozi
  - k vrhání – sekerou se za normálních okolností také nikam a po nikom nehází, sekera není indiánský tomahavk
  - k naklepávání kosy či rozklepávání plechu
- seker se používá co nejbezpečněji tak že:
- sekera štípací (kalač): má tupé ostří ve tvaru tupého klínu. Toto ostří vzniklo na základě mnohaletých zkušeností. Platí zásada, že při úderu sekery se buď špalek rozletí, nebo ostří odskočí. Použijeme-li ke štípání sekeru odvětvovací, která má tence vytažené ostří, velice se nadřeme, pokud se špalek nerozletí, sekera se hluboko zasekne, a je třeba ji zdlouhavě a namáhavě páčit.
  - při štípání polen používáme pokud možno co největší špalek nebo pařez, dřevo štípáme pokud možno velkou obouruční sekerou (tzv. štípačkou), při štípání máme vždy rozkročené nohy – pokud se nám sekera sveze, proletí nám mezi roztaženýma nohama a nezraní nás (tedy nesekne do naší nohy)
  - při odvětvování kmene sekáme větve vždy po směru růstu a na druhé straně kmene, pokud se nám sekera při odvětvování sveze kmen stromu brání případnému zranění. Odvětvovací sekera má tence vytažené ostří.
  - sekeru lze použít v roli kladiva či palice pouze v mimořádných případech, je nutno dbát vždy maximální bezpečnosti, neboť ostří sekery je volné a může někoho zranit. Topůrko sekery v těchto případech mechanicky velice trpí a může nám prasknout. Pokud máme k dispozici velké kladivo či palici, používáme je. Nemáme-li k dispozici velké kladivo či palici, je vhodné si palici vyrobit svépomocí z pevného tvrdého dřeva.

## Zajímavosti a souvislosti
- sekera bývala kupř. ve starověkém Římě odznakem státní moci pro státní funkcionáře — konzuly, svazky velkých seker otroci nosili spolu s konzulem jako jeho odznak a poznávací znamení (tzv. fasces – svazek – z toho fascikl, fascinován i fašismus)
- ve starověku měla i své rituální funkce při obětování zvířat, používala se kupř. na starověké Krétě v Mínojské kultuře – známá je posvátná sekera Labrys z pověsti o řeckém hrdinovi Théseovi
- sekera dala také pojmenování dnes již zaniklému řemeslu tzv. sekernictví, což bylo úzce specializované tesařství zaměřené na výstavbu a údržbu vodních kol, vodních pil a vodních kováren – hamrů.
- na některých letních táborech mládeže se zatíná slavnostním způsobem zvláštní obřadní sekera do špalku na počátku každého dne (večer se pak vytíná zpět), zaťatá sekera zde symbolizuje zahájení všednodenní resp. běžné pracovní činnosti. K tomuto účelu bývá na těchto táborech zřizována speciální táborová funkce tzv. sekerníka (kupř. na skautských táborech či táborech hnutí woodcraft)
- v praxi se lze setkat s různými nástroji, které z úsporných důvodů kombinují funkci více podobných nástrojů najednou, kupř. sekeru kombinovanou s kladivem a doplněnou bodcem apod. Užitná hodnota těchto předmětů bývá obvykle velmi nízká, nástroje se buďto nedají používat vůbec anebo jen s krajními obtížemi či vypětím všech sil. Nástroje tohoto typu lze považovat pouze za nouzový pracovní prostředek a to ještě jenom za situace, kdy nemáme k dispozici plnohodnotný originální nástroj (takovýmto kombinovaným nástrojem může být kupř.vojenská polní lopatka)
- v české, moravské i slovenské lidové kultuře se můžeme setkat s různými typy speciálních seker, které kdysi sloužily kupř. při ostraze hranic či při hlídání pasoucích se zvířat apod. (známě jsou kupř. čakany či valašky atd.)